# Khai cuộc Alapin
Khai cuộc Alapin là một khai cuộc không phổ biến trong cờ vua bắt đầu bởi những nước đi:
1. e4 e5
2. Me2
Khai cuộc này được đặt theo tên của người chơi và cũng là người nghiên cứu khai cuộc Semyon Alapin (người Litva; 1856-1923)

## Mô tả
Alapin là một khai cuộc bất thường, nhưng hoàn toàn có thể chơi cho Trắng. Nó được dùng cơ bản để tránh các khai cuộc được lý thuyết đánh giá cao ví dụ như Ruy Lopez, hoặc là để gây bất ngờ cho đối thủ. Trắng có ý đồ nhanh chóng chơi f2-f4. Hình thế này cũng có sự tương đồng với thế cờ Smyslov (Smyslov–Botvinnik, 1958) nếu Trắng thử cố gắng chơi một vài cái gì đó theo diễn biến g3, Mbc3, d3, Tg2.
Tuy nhiên, khai cuộc này cũng khiến Trắng gặp phải một số vấn đề. Thứ nhất, Tượng ô trắng và Hậu của họ bịt đường phát triển, và sẽ cần một nước đi khác của Mã hoặc Tốt để mở đường, điều này đi ngược lại nguyên tắc trong khai cuộc đó là cần phải nhanh chóng phát triển quân. Thứ hai, Mã ở e2, mặc dù linh hoạt, nhưng nó không kiểm soát được phần trung tâm của Đen, và cần phải di chuyển thêm lần nữa để trở nên hữu dụng hơn.
Sẽ là khá dễ cho Đen để cân bằng thế cờ trong khai cuộc này, ví dụ như, 2...Mf6, 2...Mc6, và 2...d5 đều cân bằng cờ. Dù vậy Đen cần cẩn trọng để tránh bị bất ngờ với nước f2-f4.